# خوان پونس
خوان پونس (انگلیسی: Juan Pons؛ زادهٔ ۸ اوت ۱۹۴۶) یک خواننده باریتون مشهور اپرا اهل اسپانیا است.
او تا کنون در بسیاری از مراکز معتبر و برجستهٔ موسیقی و اپرا در دنیا، از جمله «لا اسکالا» (میلان)، «تالار اپرای متروپولیتن نیویورک»، «کاخ سلطنتی اپرا» (کاونت گاردن لندن)، «کاخ گارنیه» (پاریس) و «آمفی‌تئاتر ورونا» (ورونا) به هنرنمایی و اجرای برنامه پرداخته است.
از فیلم‌ها یا مجموعه‌های تلویزیونی که وی در آن‌ها نقش داشته است می‌توان به دلقک اشاره نمود.